# Croissance déséquilibrée
 (avril 2014).
Une croissance déséquilibrée est une croissance économique dont tous les éléments ne progressent de concert. Cette croissance n'assure pas la stabilité des prix, ni l’égalité entre taux de chômage et taux de chômage structurel, ni celle entre l'épargne et l'investissement.

## Concept
Le XXe siècle voit l'émergence de débats économiques au sujet de la soutenabilité et la stabilité de la croissance économique. Plusieurs économistes, dont notamment des keynésiens, soutiennent que la croissance peut être déséquilibrée. On trouve parmi eux Albert Hirschman, Hans Singer, Paul Streeten (en) et Marcus Fleming.
La théorie de la croissance déséquilibrée est également soutenue par les Autrichiens. Joseph Schumpeter soutient par exemple que l'innovation déséquilibre régulièrement l'économie, et qu'elle en est donc le moteur. Schumpeter étudie l'innovation comme un processus : son rôle dans la dynamique du capitalisme est analysé minutieusement depuis que l'entrepreneur, agent cardinal du capitalisme, adopte l'innovation jusqu'à ce que celle-ci est reprise par les imitateurs. Pour lui, en augmentant la part de marché de l'entrepreneur innovateur les ventes et les bénéfices augmentent. Lorsque les innovations se multiplient, deviennent variées (mais encore, difficiles à imiter) concernent la plupart des entrepreneurs, les bénéfices (et les intérêts du capital si la prime de risque est éliminée) se maintiennent et ne fléchissent pas et le pouvoir d'achat des travailleurs augmente plus à la suite de l'augmentation de la productivité du travail. Si les innovations arrêtent de se renouveler, des concurrents imitateurs apparaissent, se développent progressivement, les parts de marché se compriment, les ventes se dépriment et tant les bénéfices que les intérêts baissent jusqu'à s'annuler. Pour éviter la baisse de la rentabilité du capital, l'entrepreneur doit donc innover sans cesse. La conception de Schumpeter montre que la croissance des économies capitalistes est souvent déséquilibrée (jusqu'à présent, il est globalement vérifié que la population et les biens de production évoluent depuis plus de 120 ans dans des directions totalement opposées dans les pays riches et ce malgré la croissance : à une population relativement constante correspond une amélioration continue du niveau de vie et à des capitaux colossaux correspondent une tendance non marquée ni par une hausse ni par une baisse nettement marquées des taux d'intérêt (ou de profit) du capital). La hausse des salaires réels des travailleurs est réalisée, historiquement dans les pays de l'OCDE, avec ou sans le progrès technique alors que l'augmentation ou le maintien des intérêts (ou des profits) ne peut se faire que grâce aux innovations. En effet, l'augmentation modérée de la population conjuguée à l'accumulation élevée du capital provoque, en cas d'absence des innovations et sous l'effet de la loi des rendements décroissants, une augmentation de la productivité du travail (dit facteur fixe) ou du salaire réel par travailleur et une baisse de celle du capital (dit facteur variable) ou du taux de profit (et d'intérêt).
La théorie de la croissance déséquilibrée autorise généralement que l'intervention publique, à travers par exemple des programmes d'investissement, permette de rétablir un équilibre ou d'améliorer le bien-être. Un investissement est susceptible de réaliser un nouvel équilibre.